# Handen på hjärtat (sång)
"Handen på hjärtat" är en poplåt framförd av Sofia Källgren i Melodifestivalen 1990 där den placerade sig på fjärde plats. Vid framförandet backades Källgren upp av tre dansare vars utstyrsel hade inslag av djurdräkt.
Musiken komponerades av Lasse Holm och texten skrevs av Ingela Forsman.
Melodin låg på Svensktoppen i 18 veckor under perioden 1 april-7 oktober 1990, med tredjeplats som högsta placering där .

## Cover av Björn Kjellman feat. Salome
Björn Kjellman feat. Salome spelade in en cover av låten för soundtracket till filmen Livet är en schlager, men det är Sofia Källgrens version som spelas i filmens inledning.

### Fotnoter
1. ↑  "Handen på hjärtat ; Längtans vind / Sofia Källgren" på SMDB. Läst den 22 juni 2010.
2. ↑  Svensktoppen - 1990